# گوت روژنگسکیه
گوت روژنگسکیه (به لاتین: Guty Rożyńskie) یک روستا در لهستان است که در گمینا پروستکی واقع شده‌است. گوت روژنگسکیه ۶۰ نفر جمعیت دارد.